# Icelinus cavifrons
Icelinus cavifrons är en fiskart som beskrevs av Gilbert, 1890. Icelinus cavifrons ingår i släktet Icelinus och familjen simpor. Inga underarter finns listade i Catalogue of Life.